# Sol levante (romanzo)
Sol levante  (Rising Sun) è un romanzo di Michael Crichton pubblicato nel 1992.

## Trama
La multinazionale giapponese Nakamoto organizza una festa per inaugurare il suo nuovo grattacielo a Los Angeles. Alla festa sono invitate importanti personalità del mondo della finanza e della politica, ma la festa viene turbata dal ritrovamento del cadavere di una donna sul tavolo del consiglio di amministrazione della società. I dirigenti temendo uno scandalo chiamano di nascosto la polizia e decidono di tenere nascosta la notizia lasciando che la festa continui. Il giovane agente di collegamento Peter Smith viene convocato sul luogo per aiutare la polizia nelle indagini, in questo viene assistito dall'anziano agente John Connor, molto esperto di cultura e tradizioni giapponesi. Arrivati sul luogo del delitto i due agenti cominciano ad indagare e si immergono in un mondo di corruzione, affari poco chiari e giri di prostitute che vedono coinvolti importanti personaggi politici. Tutto questo ha come sfondo un'importante vendita di una ditta americana al colosso giapponese.

## Opere derivate
Dal romanzo è stato tratto nel 1993 l'omonimo film, diretto da Philip Kaufman ed interpretato da Sean Connery (John Connor), Wesley Snipes (Web Smith), Harvey Keitel (Tom Graham), Cary-Hiroyuki Tagawa (Eddie Sakamura) e Tia Carrere (Jingo Asakuma).

## Edizioni in italiano
- Michael Crichton, Sol levante, traduzione di Maria Teresa Marenco, Milano: Garzanti, 1992
- Michael Crichton, Sol levante, romanzo, traduzione di Maria Teresa Marenco, Milano: TEA, 1997
- Michael Crichton, Sol levante, Milano: SuperPocket, 2002